# Schweitenkirchen
Schweitenkirchen település Németországban, azon belül Bajorországban. Lakosainak száma 5689 fő (2023. december 31.).

## Népesség
A település népessége az elmúlt években az alábbi módon változott:
| Lakosok száma | 467  | 798  | 1492 | 3586 | 4918 | 5067 | 5108 | 5202 | 5491 | 5689 |
|               | 1875 | 1950 | 1975 | 1987 | 2012 | 2014 | 2016 | 2017 | 2021 | 2023 |